# 土山牧羔
土山 牧羔（つちやま ぼっこう、1919年8月12日 - 2013年1月28日）は、日本の教育者である。

## 人物および経歴
1919年（大正8年）大阪府で出生。大阪府立住吉中学校卒業後、アメリカ合衆国へ渡りグリーンビル大学哲学教育学科、1945年（昭和20年）にプリンストン神学大学大学院進学、修士課程を修了。1946年（昭和21年）にシアトルパシフィック大学専任講師を勤めた後に帰国。1948年（昭和23年）に大阪キリスト教学院教授、1952年（昭和27年）大阪キリスト教短期大学学長、1965年（昭和40年）近畿大学講師、1966年（昭和41年）大阪薫英女子短期大学講師などを歴任。
1971年4月1日 社会福祉法人愛の園こひつじ保育園を大阪府堺市にて創立。その後の1990年 大阪オメップ協会堺支部代表を務め、。アジア太平洋キリスト教平和会議会長も歴任していた。
2008年 「社会福祉法人愛の園」の理事長を務める保育に関する著作も多数。大阪キリスト教短期大学および姫路日ノ本短期大学の学長も歴任した。

## 主たる著作
- 『現代保育原理 : ともに学ぶ保育の理論と展開』[8][注 2]
- 『現代保育原理』[8][注 2]
- 『キリスト教神学序説』[8][注 2]
- 『F.M.會規範』[8][注 2]
- 『破滅と再建』[8][注 2]